# Rõuge (ancienne commune)
Pour les articles homonymes, voir Rõuge (homonymie).

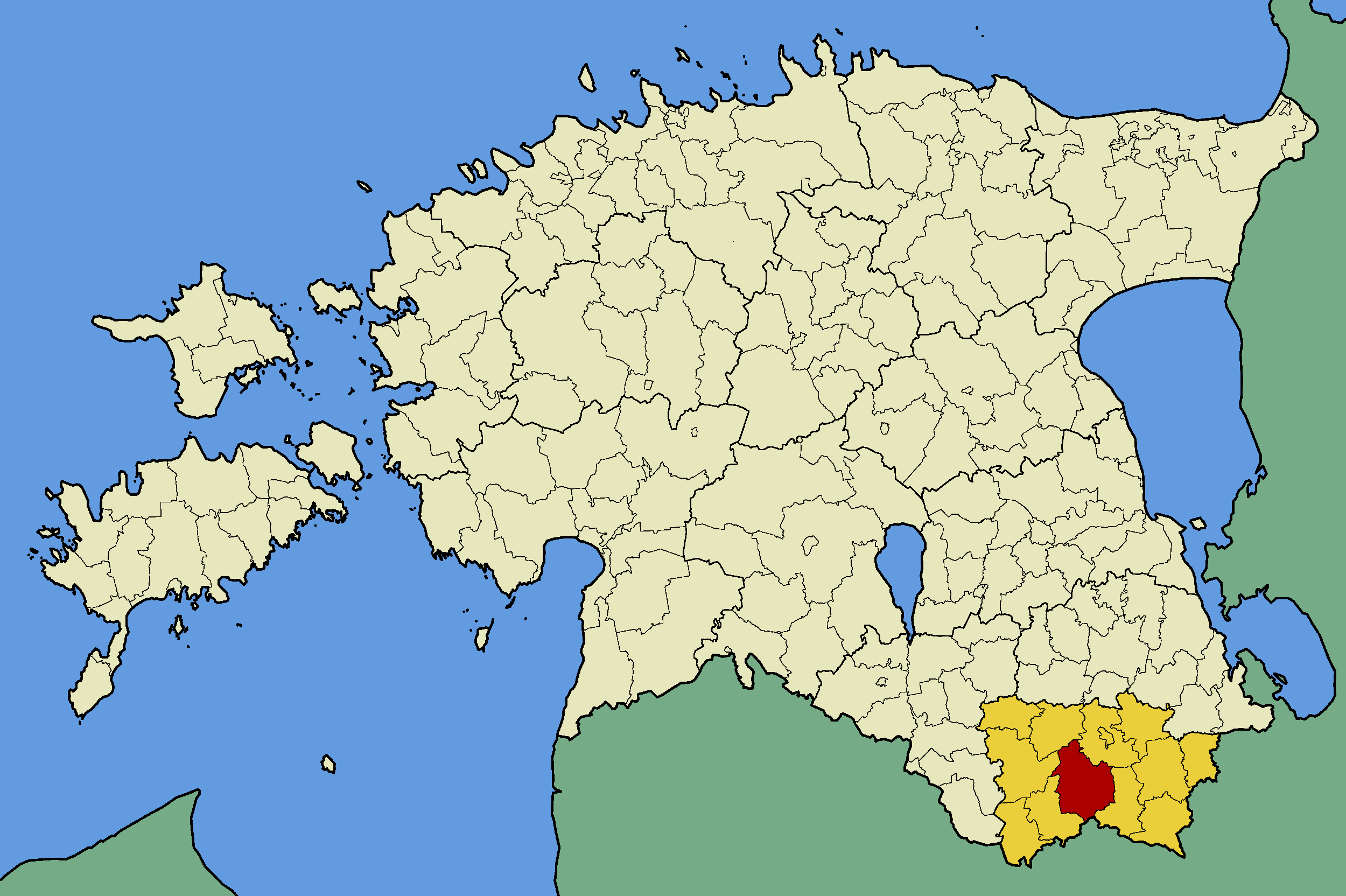
Localisation de l'ancienne commune de Rõuge.

Rõuge (en estonien : Rõuge vald) est une ancienne commune rurale située dans le comté de Võru en Estonie. Le 1er janvier 2012, la population s'élevait à 2 057 habitants.

## Géographie
Elle s'étendait sur une superficie de 263,7 km2 dans le sud-est du comté et était frontalière de la Lettonie.
Elle comprenait le bourg de Rõuge et les 108 villages de Aabra, Ahitsa, Augli, Haabsilla, Haki, Hallimäe, Handimiku, Hansi, Hapsu, Heedu, Heibri, Hinu, Horsa, Hotõmäe, Hurda, Härämäe, Jaanipeebu, Jugu, Järvekülä, Järvepalu, Kadõni, Kahru, Kaku, Kaluka, Karaski, Karba, Kaugu, Kavõldi, Kellämäe, Kiidi, Kogrõ, Kokõ, Kokõjüri, Kokõmäe, Kolga, Kuklasõ, Kurgjärve, Kurvitsa, Kuuda, Kähri, Kängsepä, Laossaarõ, Lauri, Liivakupalu, Listaku, Lutika, Lükkä, Matsi, Mikita, Muduri, Muhkamõtsa, Muna, Murdõmäe, Mustahamba, Mõõlu, Märdi, Möldri, Nilbõ, Nogu, Nursi, Ortumäe, Paaburissa, Paeboja, Petrakuudi, Pugõstu, Pulli, Põdra, Põru, Pärlijõe, Püssä, Rasva, Raudsepä, Rebäse, Rebäsemõisa, Riitsilla, Ristemäe, Roobi, Ruuksu, Saarlasõ, Sadramõtsa, Saki, Sandisuu, Savioru, Sika, Sikalaanõ, Simmuli, Soekõrdsi, Soemõisa, Soomõoru, Suurõ-Ruuga, Sänna, Tallima, Taudsa, Tialasõ, Tiidu, Tilgu, Tindi, Toodsi, Tsirgupalu, Tsutsu, Tüütsi, Udsali, Utessuu, Vadsa, Väiku-Ruuga, Vanamõisa, Viitina et Viliksaarõ.

## Histoire
Sous l'Empire russe, elle fait partie du gouvernement de Livonie .
À la suite de la réorganisation administrative d'octobre 2017, elle fusionne avec Haanja, Mõniste, Varstu et une partie de Misso pour former la nouvelle commune de Rõuge.

## Galerie

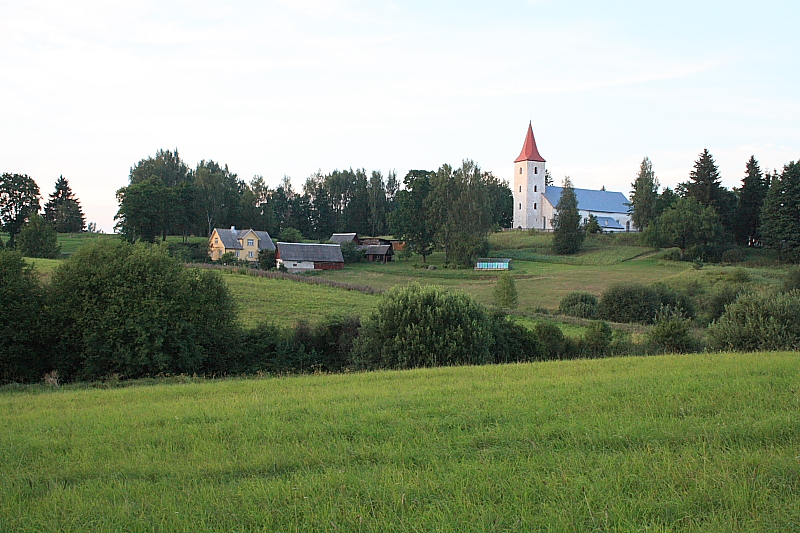
Rõuge
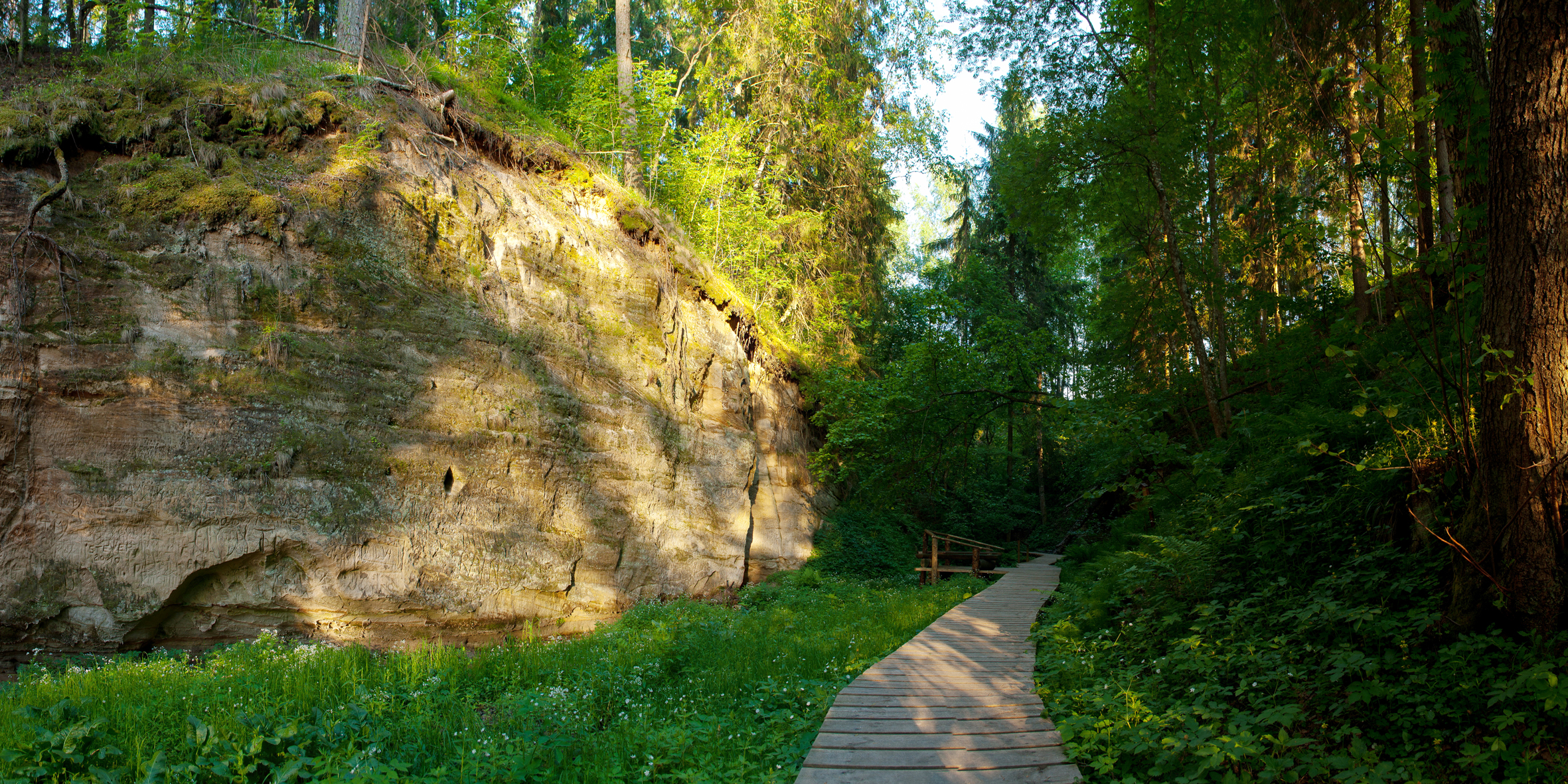
Hinni
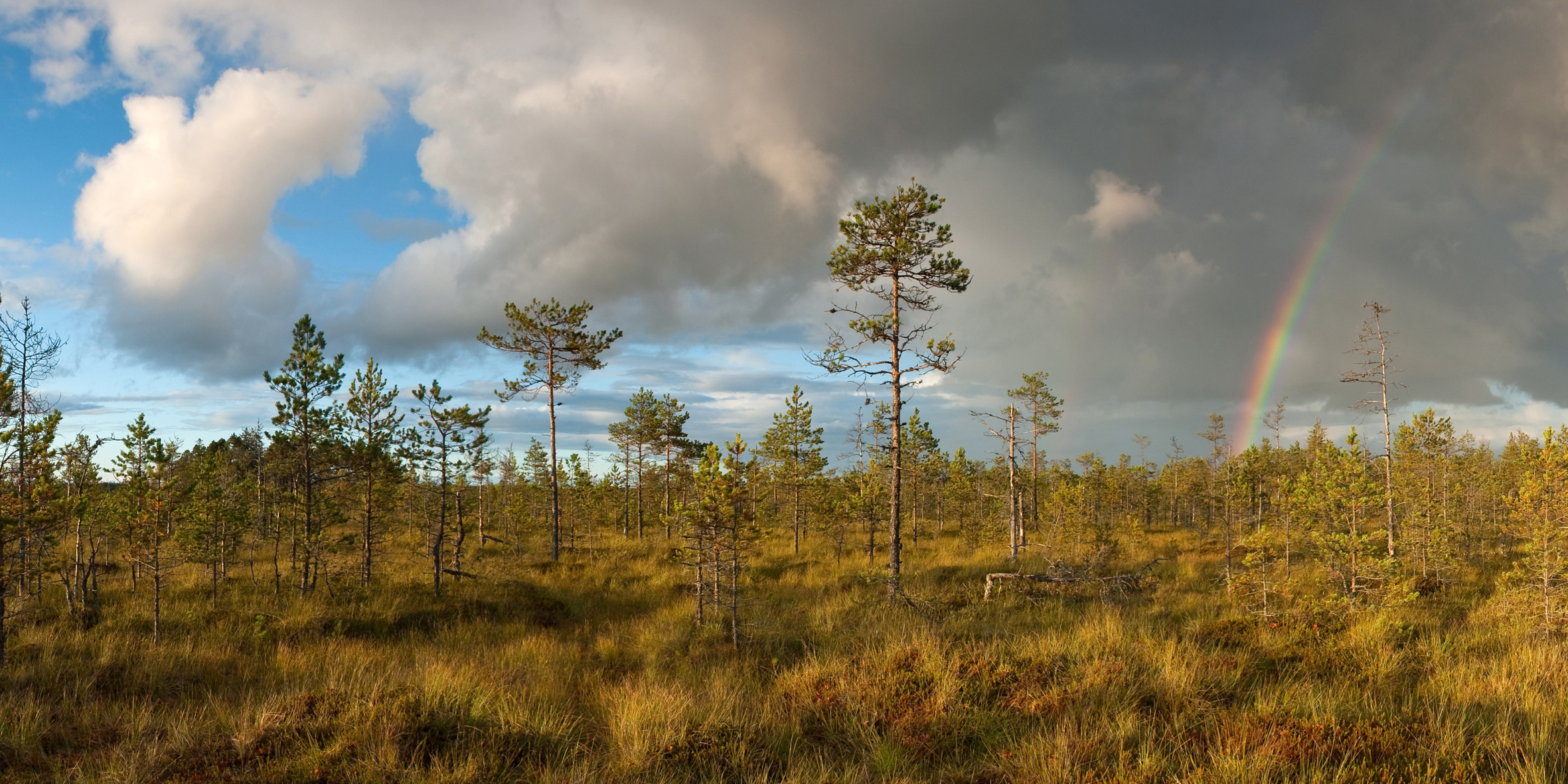
Luhasoo
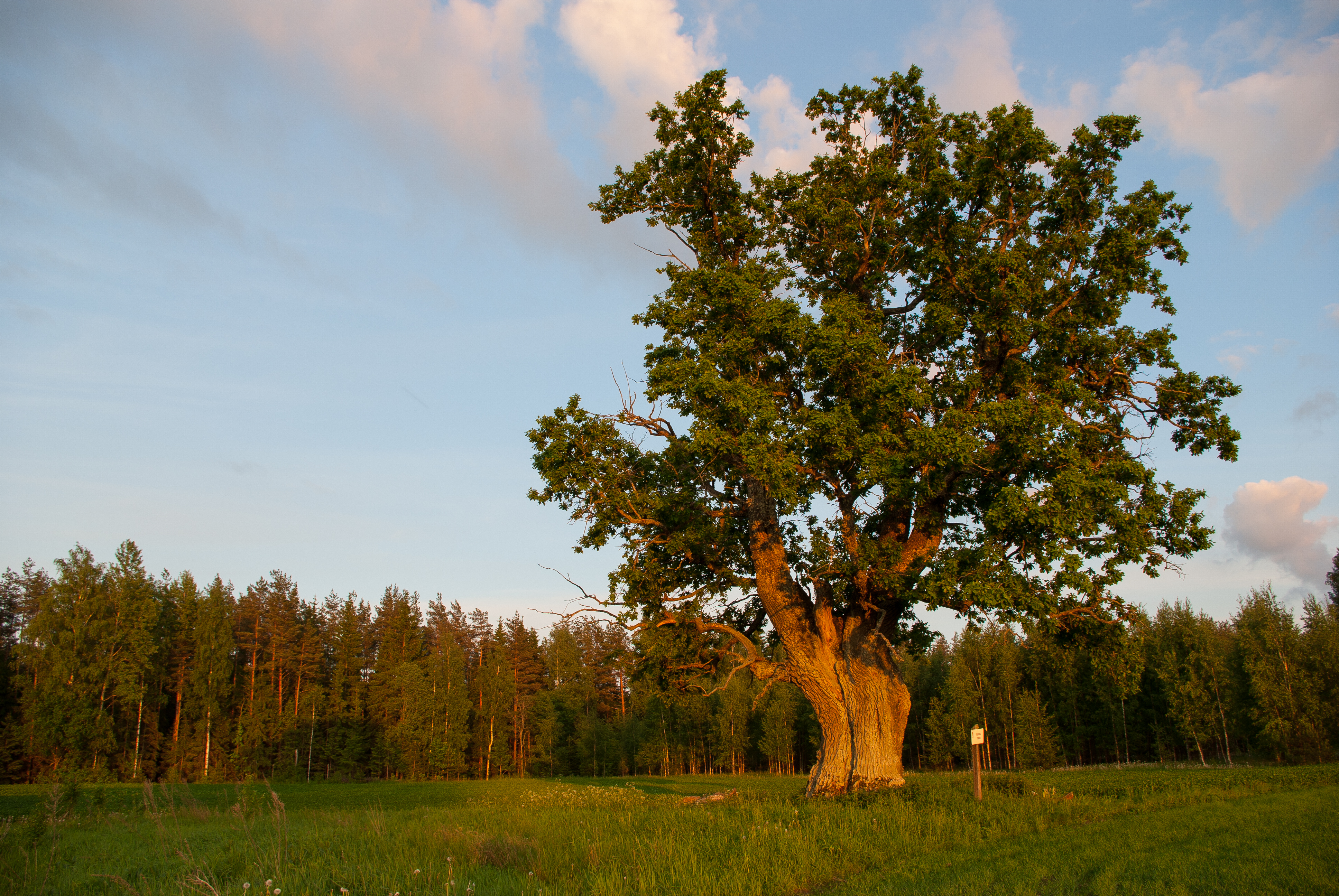
Väiku-Ruuga
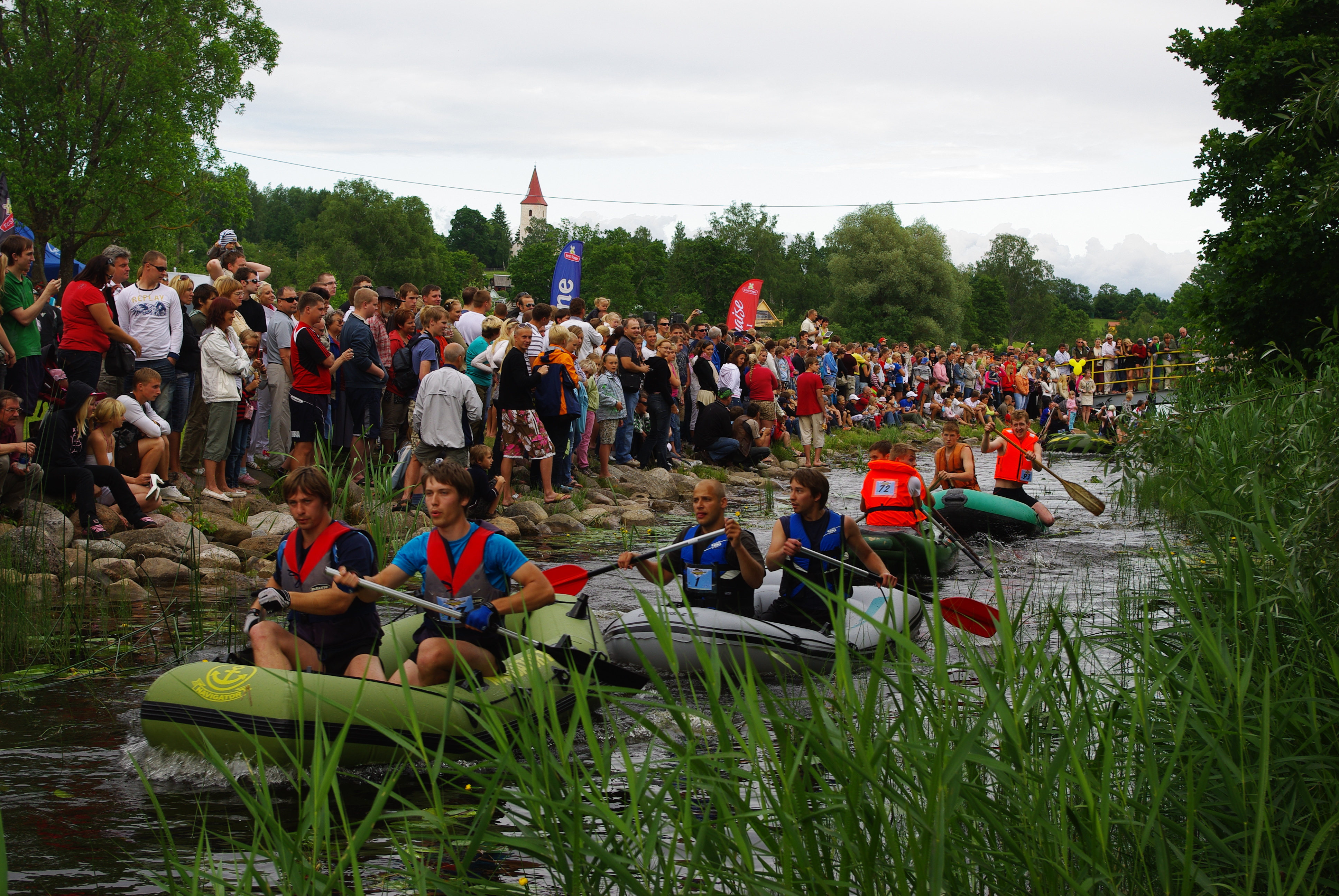
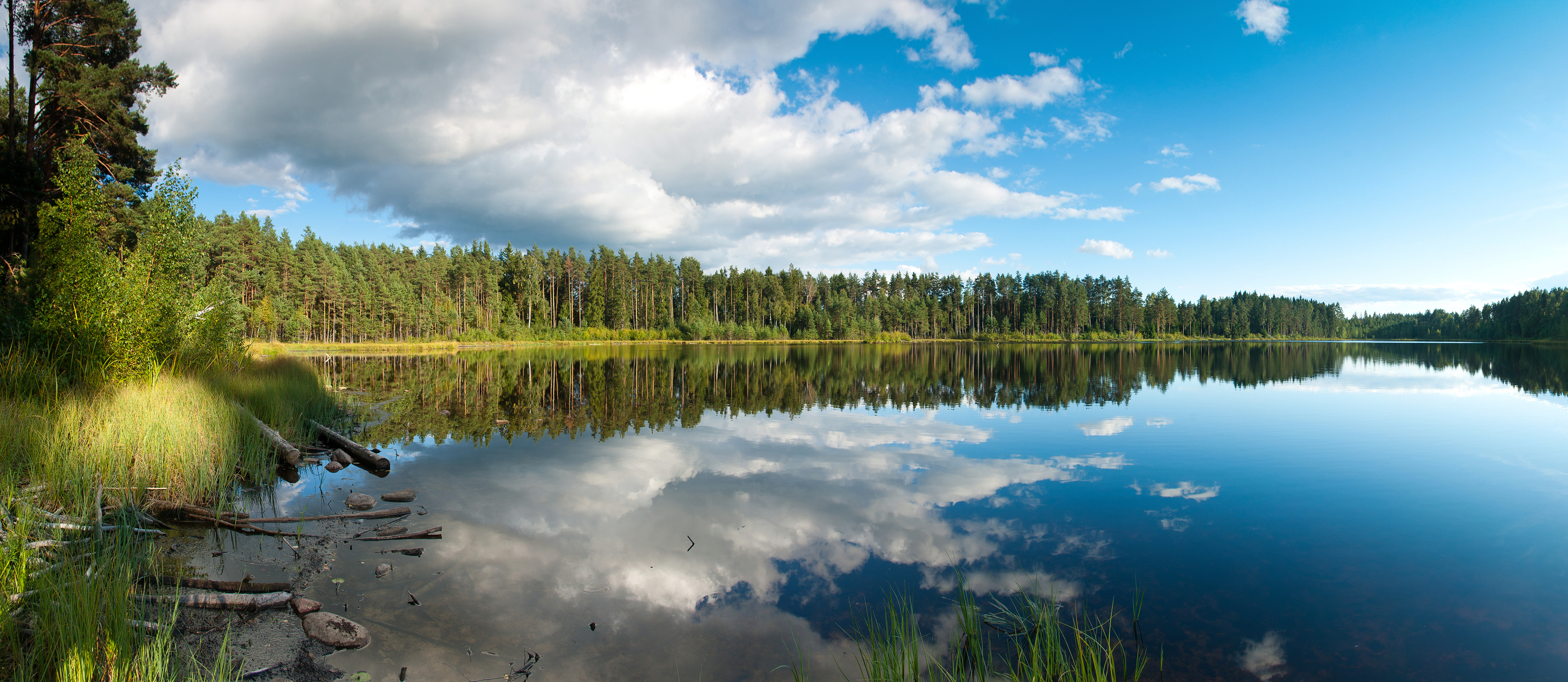
Ahitsa